# Maximilian Güll
Maximilian Güll (* 5. Januar 1995 in Duisburg) ist ein deutscher Fußballspieler. Er steht beim Oberligisten 1. FC Bocholt unter Vertrag. Zuvor war Güll im Duisburger Stadtteil Hamborn für den Post SV Siegfried Hamborn, für den MSV Duisburg, KFC Uerdingen 05 und Schwarz-Weiß Essen aktiv.

## Vereinskarriere

### Jugend (bis 2013)
Güll begann das Fußballspielen in seiner Kindheit beim Post SV Siegfried Hamborn, von wo aus ihm 2005 im Alter von zehn Jahren der Wechsel in die Jugendabteilung des damals in die Bundesliga aufgestiegenen MSV Duisburg gelang. Dort durchlief er die verschiedenen Altersstufen. 2012 ließ sich der bisherige linke Mittelfeldspieler zum Linksverteidiger umschulen. Im selben Jahr rückte er in die A-Jugend (U-19) auf und trat mit dieser in der Bundesliga für diese Altersklasse an, wobei er trotz Verletzungsproblemen mannschaftsintern sofort zum Stammspieler avancierte. Zeitgleich erwarb er im Frühjahr 2013 sein Abitur.

### Einstieg in den Seniorenbereich (ab 2013)
Im Vorfeld der Spielzeit 2013/14 wurde dem MSV Duisburg die Zweitligalizenz entzogen, was den Zwangsabstieg in die dritthöchste Spielklasse zur Folge hatte. Der damals 18-Jährige Güll zählte zwar weiterhin zur A-Jugend, stand aber bereits beim ersten Saisonspiel am 20. Juli 2013 im Profikader. Bei der Begegnung gegen den 1. FC Heidenheim (0:1) wurde er neun Minuten vor Spielende eingewechselt und gab damit sein Profidebüt. Anschließend erhielt er sowohl in der Jugend, in der dritten Liga als auch in der fünftklassigen zweiten Mannschaft des MSV Spielpraxis. Zum Ende der Hinrunde stand er bei den Profis sogar einige Male in der Startelf. Parallel zu seiner Laufbahn im Fußball begann er zu dieser Zeit ein Mathe- und Physikstudium an der Universität Duisburg-Essen.
Auch in der Rückrunde der Saison 2013/14 gehörte er sowohl zur Jugend als auch zum Drittligakader, konnte sich in diesem allerdings noch keinen dauerhaften Stammplatz erkämpfen. Für die nachfolgende Spielzeit 2014/15 unterschrieb Güll einen Vertrag beim Ligarivalen Borussia Dortmund II. In der Zweitvertretung des amtierenden deutschen Vizemeisters Borussia Dortmund sah er für sich eine hohe sportliche Perspektive, konnte sich anfangs allerdings nicht als Stammspieler durchsetzen. Daher stand er im Verlauf seines ersten Jahrs bei zwölf Berücksichtigungen nur sechs Mal in der Startelf. Da seine Mannschaft den drittletzten Tabellenrang belegte, musste er 2015 den Abstieg in die Regionalliga West hinnehmen. Im August 2016 gab der Oberligist KFC Uerdingen die Verpflichtung Gülls bekannt. Nach dem Gewinn der Meisterschaft blieb Güll jedoch in der Oberliga und wechselte zu Schwarz-Weiß Essen, wo er wegen einer Verletzung jedoch nur wenig zum Einsatz kam. Zur Saison 2018/19 wechselte er zum 1. FC Bocholt.

## Nationalmannschaft
Nachdem er bereits als A-Jugendlicher zu regelmäßigen Einsätzen in der dritten Liga gekommen war, geriet er mit 19 Jahren erstmals in den Fokus für die Nachwuchsmannschaften des DFB. Am 7. September 2014 lief er bei einem 0:0 gegen die Schweiz für die deutsche U-20-Auswahl auf. Dem folgten allerdings keine weiteren Berücksichtigungen im Nationaltrikot.